# Біла вежа (Салоніки)
Біла вежа (грец. Λευκός Πύργος), часто назва не перекладається і вживається Лефкос Піргос — пам'ятка архітектури та одночасно Музей Візантії на вулиці Перемоги (грец. Νικις) у прибережній зоні, символ міста Салоніки, столиці грецької області Македонія. Вежа, побудована турками в добу османського панування початково з метою зміцнити фессалонікійську гавань, згодом була перетворена ними на сумнозвісну в'язницю та місце жорстоких масових страт. Після того, як 1912 року Салоніки були приєднані до незалежної Греції, Білу вежу істотно реконструювали та освітлили її каміння.

## Історія
Довгий час вважалось, що Біла вежа, яка прикриває східний фланг міських стін, була побудована венеційцями, яким Візантія поступилася 1423 року. Проте нині достеменно відомо, що вежу побудували турки після того, як армія султана Мурада II захопила Салоніки в 1430 році. До 1912 року на стіні башти залишався напис турецькою мовою, який датував основний етап зведення вежі 942 роком за мусульманським календарем, тобто 1535/1536 рр. Історик Франц Бабінгер вважав, що вежа була побудована знаним османських архітектором Мімаром Сінаном, відомим авторством багатьох фортифікаційних споруд, у тому числі, подібної вежі албанського порту Валона у 1537 році. Можливо, що Біла вежа була побудована на місці старої вежі, побудованої візантійцями, про неї збереглись згадки від 12 століття в працях архієпископа Євстафія Солунського.
Біла вежа послідовно використовувалася османами як форт, казарма і в'язниця. У 1826 році указом султана Махмуда II було вчинено розправу над в'язнями. Після цього вона отримала назву «Кривава вежа» або «Червона башта», яку носила до кінця 19 століття.
Вежа впродовж багатьох століть була частиною міського муру Салонік. Вона відокремлювала єврейський квартал міста від єврейських та мусульманських кладовищ. Міські стіни були знесені 1866 року. Після Першої Балканської війни у 1912 році вежу побілили — це здійснено як символічний жест, що мав на меті «очищення» вежі. Відтоді вежа дістала сьогоднішнє назву «Білої вежі». У березні 1913 року неподалік від Білої вежі був убитий король Греції Георг I.

## Архітектура

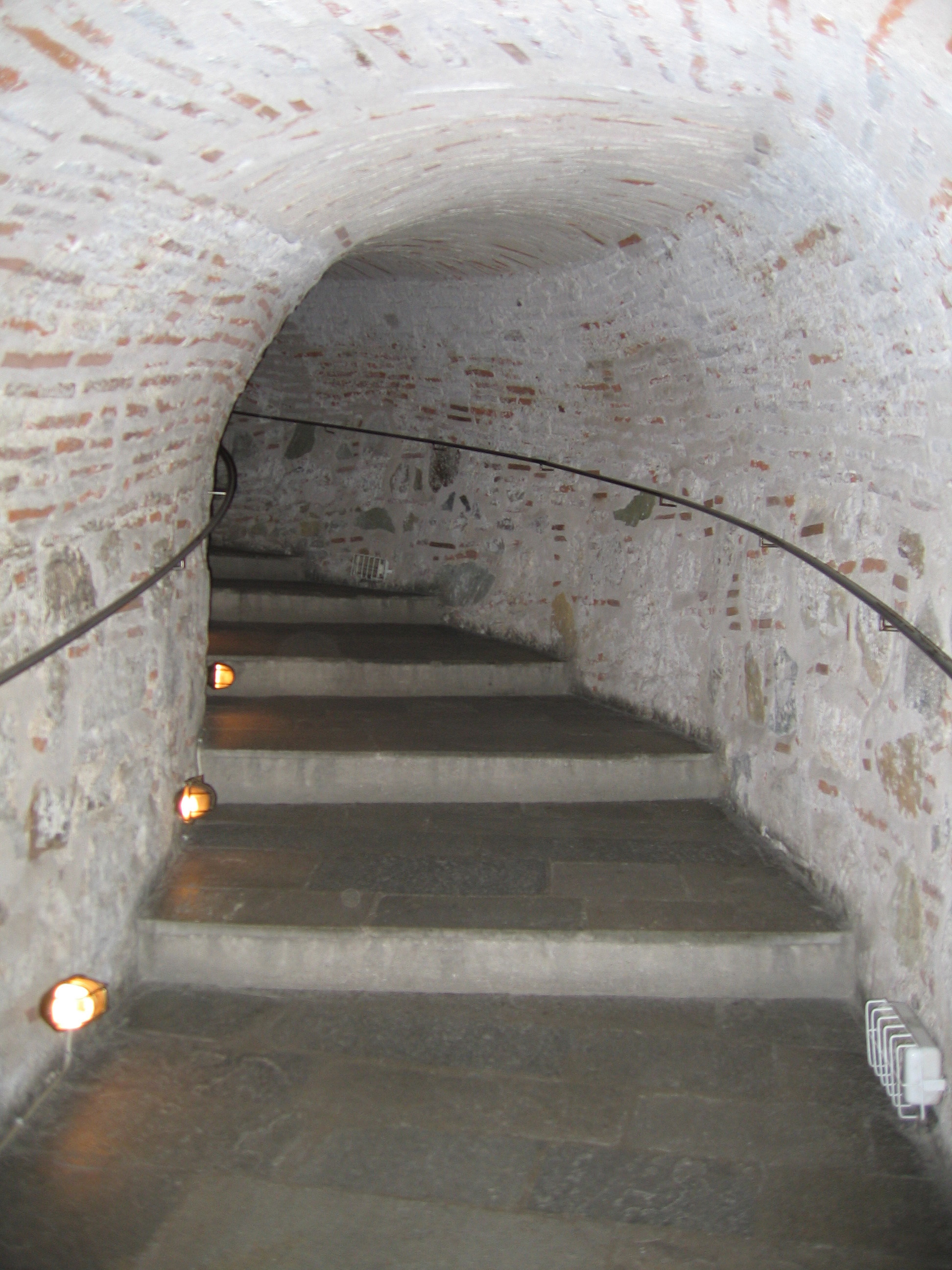
Сходи, що ведуть на оглядовий майданчик на вершині вежі

Біла вежа має форму циліндра діаметром 23 метри та висотою 27 метрів. На вершині вежі є башти діаметром 12 метрів, висотою 6 метрів. Доступ до деяких амбразур зовнішньої стіни здійснюється зі спіралеподібного пандуса, до решти — із центральної зали на кожному із шести поверхів вежі. На даху верхньої башти споруджено майданчик діаметром 10 метрів. Навколо башточки — майданчик завширшки близько 5 метрів.

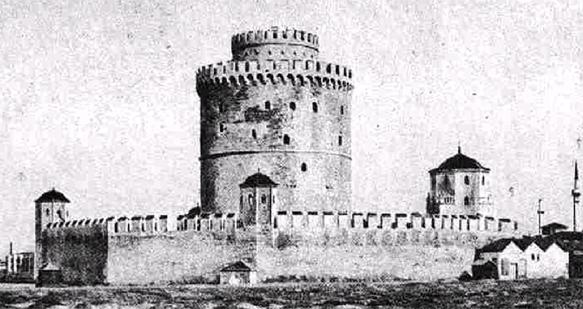
Біла вежа та камиза навколо неї, 1912 рік

Впродовж останніх десятиліть вежа неодноразово докорінно реконструювалась. Згідно з ранніми зображеннями, дах башти був конусоподібним, так само як у фортецях Єдікюле і Румеліхісар у Стамбулі. Аж до 1917 року біля підніжжя вежі стояла камиза, яка захищала площу, втричі більшу за діаметр башти і прикривала важкі знаряддя. Восьмикутна башточка камизи та капонір дозволяли вести вогонь на підступах до вежі. Невідомо, чи була камиза побудована спочатку, чи прибудована пізніше.
Флагштоком для грецького прапора над вежею служить щогла турецького броненосця «Фетхі-Булет», який був потоплений на початку Першої Балканської війни 1912 року, що зумів прорватися до порту Салоніки, грецьким торпедним катером N11. Бюст командира торпедного катера Ніколаоса Воціса, що став згодом адміралом, встановлений перед Білою Вежею.